# Success (entreprise)
Success Corporation (japonais : 株式会社サクセス, Kabushiki-Gaisha Sakusesu) est une entreprise japonaise fondée en juin 1978 et basée à Tokyo. Success exerce son activité en tant que développeur et éditeur de jeux vidéo, elle est très connue pour les séries comme Zoo Keeper ou Cotton. Elle a plus récemment publié des jeux comme Metal Saga pour PlayStation 2 et Minon: Everyday Hero pour la console Wii.

## Historique
Success Corporation est créée le 7 juin 1978.

## Liste de jeux
- Akai Ito (2004, PlayStation 2)
- Aoi Shiro (2008, PlayStation 2, Windows)
- Battle Hunter (1999, PlayStation)
- Cotton (1989-2003)
- Game Center USA: Midway Arcade Treasures (2006, PlayStation 2)
- Hebereke's Popoitto (1995, PlayStation, Sega Saturn)
- Izuna: Legend of the Unemployed Ninja (2006, Nintendo DS)
- Metal Gear Solid 2: Substance (2003, Windows)
- Metal Saga: Sajin no Kusari (2005, PlayStation 2)
- Minon: Everyday Hero (2007, Wii)
- Operation Darkness (2007, Xbox 360)
- Pic Pic (2007, Nintendo DS)
- Psyvariar (2000, Arcade)
- Raiden Fighters Aces (2008, Xbox 360)
- Rondo of Swords (2007, Nintendo DS)
- Stranglehold (2008, Xbox 360)
- The Dark Spire (2008, Nintendo DS)
- Tom And Jerry in House Trap (2002, PlayStation)
- Touch Detective (2006, Nintendo DS)
  - Touch Detective 2 ½ (2007, Nintendo DS)
- Shepherd's Crossing (2008, PlayStation 2)
- Wrestle Angels
- SuperLite Series
  - SuperLite 1500 Series (Game Boy Advance)
    - Lode Runner (GBA)
    - Asuka 120% Burning Festival
    - ADVANCED V.G.2
    - A-Train IV

  - SuperLite 3in1 Series
  - SuperLite Gold Series
  - SuperLite 2000 Series (PlayStation 2)
    - Ever 17: The Out of Infinity
    - Remember 11: The Age of Infinity
    - Ai Yori Aoshi
    - Monochrome

  - SuperLite 2500 Series (Nintendo DS)
    - Brickdown
    - Crimson Room (jeu DS, portage du jeu Flash escape the room )
    - Custom Mahjong
    - Gekikara Nanpure 2500 Mon
    - Joshikousei Nigeru! Shinrei Puzzle Gakuen